# Maddalena penitente (Georges de La Tour)
Il soggetto pittorico della Maddalena penitente è un tema ripreso più volte da Georges de La Tour, con il suo classico stile notturno e l'usuale ricerca di effetti.

## Descrizione e stile
Dei quattro esemplari giunti ai nostri tempi nessuno pare però corrispondere ai pochi citati nella letteratura contemporanea al pittore o comunque antica, e alcuni altri esempi ci sono noti soltanto grazie a qualche copia o riproduzione in incisione. D'altra parte tutti questi quattro dipinti sono riemersi e sono stati riscoperti dalla critica soltanto nel Novecento. Una quinta tela del medesimo soggetto è comparsa in un'asta del 1981 ma ne viene dubitata l'autografia e risulta comunque in pessime condizioni di conservazione.
La Tour rinuncia all'usuale narrazione tragica che pone Maddalena seminuda e disperata nel suo eremitaggio e tanto più ai toni vagamente erotici per esempio di un Vouet (per rimanere nell'ambito francese, specialmente devoto a questa santa). Piuttosto si basa sul "non detto", mascherando i temi devozionali, e semplifica invece al massimo il pur accurato disegno.
In questo modo, in tutti gli esemplari, buona parte del quadro appare avvolta da un buio profondo. Come accade d'altra parte in tutte le tele di La Tour dell'ultimo periodo e come in questi altri si tratta del risultato di una profonda meditazione, che coinvolge anche l'osservatore. Dall'oscurità emerge isolata la figura seduta di Maddalena, illuminata da un incerto cerchio di luce, in attenuazione, proveniente da una candela o da una lampada a olio. Tutte queste rappresentazioni trasmettono una sensazione di solitudine e silenzio, in cui si suggerisce l'attesa della Parola divina. Maddalena non guarda mai verso lo spettatore e nemmeno un oggetto definito, ma piuttosto oltre il proprio spazio, in una direzione indefinita.
Alla figura della santa si accompagna un gruppo variabile di oggetti, interpretabili come rappresentazione di diversi momenti del percorso spirituale di Maddalena.

### Maddalenadel Metropolitan Museum

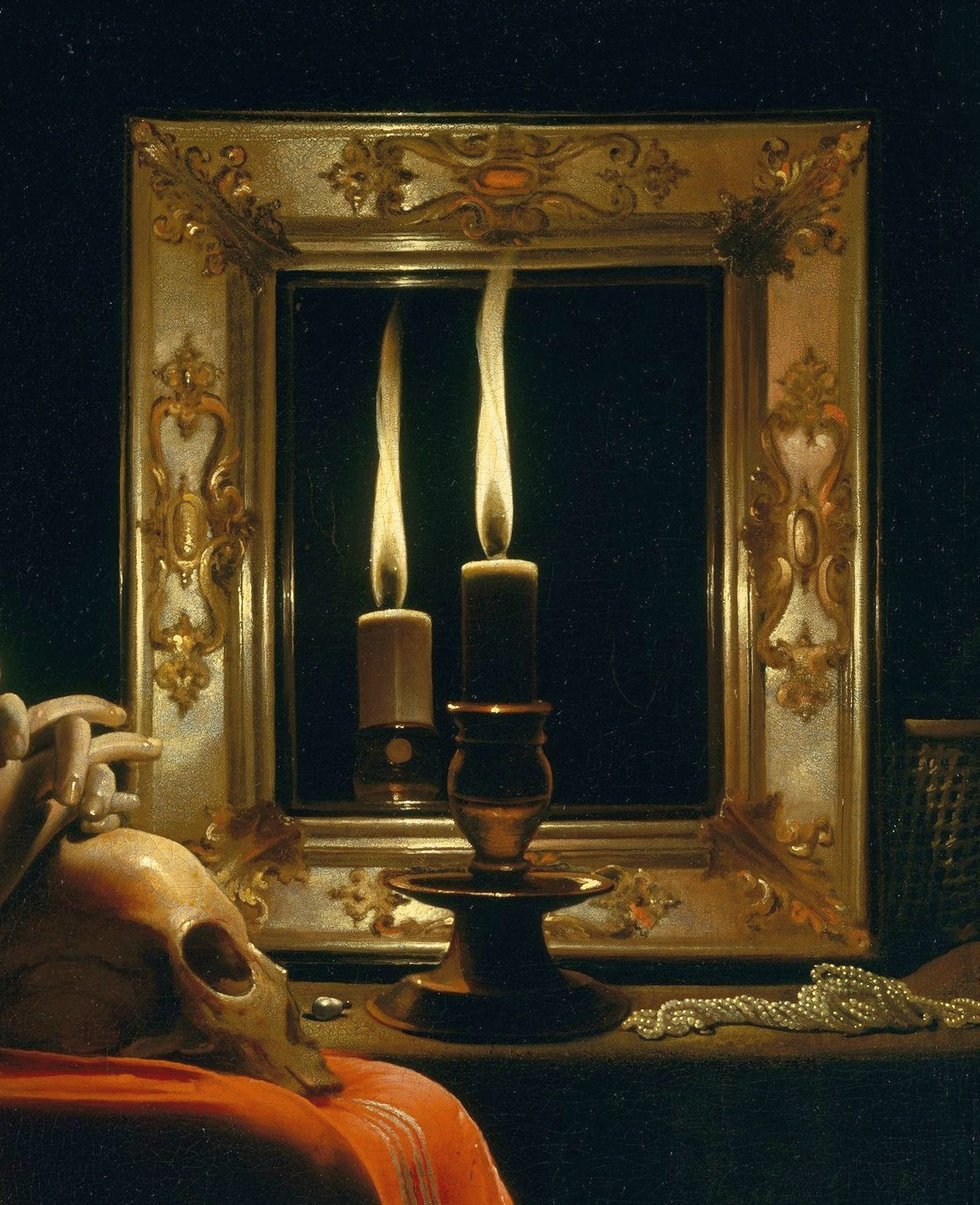
Dettaglio dalla Maddalena Wrightsman

Il dipinto fu scoperto dalla critica nel 1961, poco prima dell'acquisizione nella collezione Wrightsman poi donata al Metropolitan Museum.
Oltre che con il titolo di Maddalena penitente è noto in letteratura anche come Maddalena Wrightsman oppure Maddalena dalle due fiamme.
A prescindere dalla datazione approssimativa dell'opera, la narrazione risulta riferirsi al primo momento del nuovo percorso spirituale di Maddalena, quello in cui la giovane decide di abbandonare definitivamente la sua vita nel peccato, di separarsi dai beni terreni e dedicarsi all'ascesi.
È ancora vestita con una certa ricercatezza: due doppie fascette dorate ornano verticalmente il rosso cangiante della lunga e ampia gonna e si ripetono ad orlarla, l'abbondante camicia a scialle è ancora vezzosamente, e tuttavia pudicamente, aperta sul petto. Invece i suoi gioielli sono in parte sparsi sul tavolino ed in parte gettati a terra. Sono ancora assenti i voluminosi testi biblici che sono presenti nelle altre versioni.
Il volto di Maddalena è rivolto verso il vuoto, oltre gli oggetti e l'ideale muro che chiude la stanza. Il pittore ne accenna appena il profilo sotto i neri e lunghi capelli gettati all'indietro. La postura appare di una certa eleganza, con il busto ben eretto mentre con le dita delle mani si intrecciano a trattenere sul grembo un teschio. 
Oltre al lucido cranio accuratamente ripulito, simbolo della caducità della vita, e al biancore della pelle e della camicia abbagliata, lo sguardo dello spettatore è intercettato dalla candela e dal suo si riflesso nello specchio riccamente incorniciato in argento parzialmente dorato. 

La fiamma ripetuta vuole sottolineare l'illuminazione divina e specchio a significare l'intellezione del messaggio.

### Maddalenadel Louvre

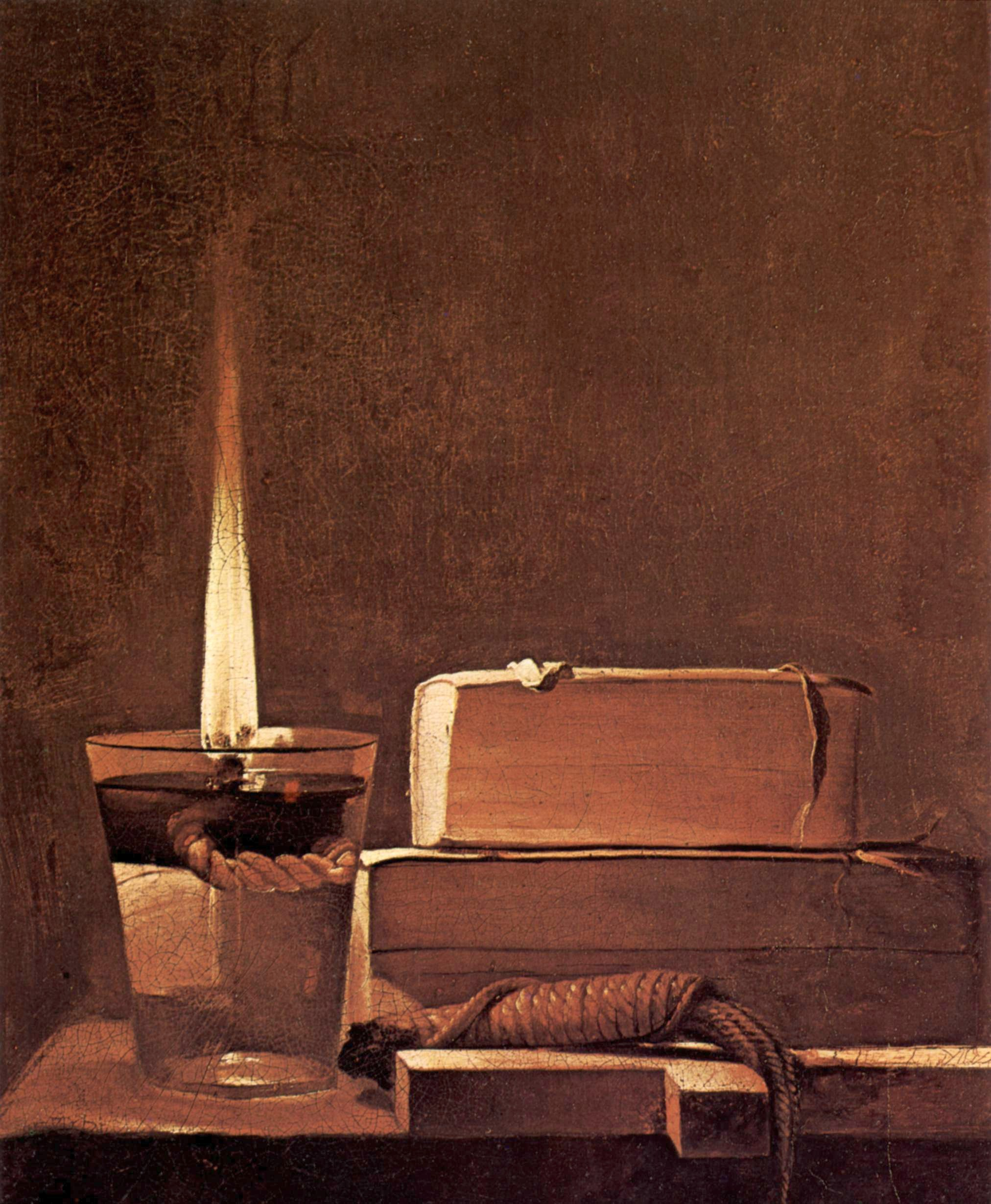
Dettaglio dalla Maddalena Terff.

Il dipinto fu il secondo della piccola serie scoperto dalla critica nel 1937 quando fu ceduto al Louvre.
Noto in letteratura oltre che come Maddalena penitente anche come Maddalena Terff, dal cognome dell'ultimo proprietario privato, o come lo espongono al Louvre come Maddalena al lume [di notte].
Apparentemente simile nella composizione alla Maddalena del Metropolitan, ne differisce sostanzialmente in tutti i particolari e di conseguenza ne sposta e ne precisa il diverso significato: la scelta della vita in penitenza è ormai pienamente compiuta.
Effettivamente la figura della santa è collocata seduta nella medesima posizione sulla sedia e nella disposizione a sinistra nel quadro; sulla sinistra è ancora un tavolino con una luce. Sono ben diversi l'atteggiamento e l'abbigliamento della santa e le suppellettili esposte sul ripiano.
Il pittore lascia leggere appena di più del profilo di Maddalena. La giovane ha però, questa volta, il capo chino, appoggiato pensosamente alla mano sinistra. Con l'altra mano trattiene vicino al ginocchio, anche qui, il cranio ripulito.
È chiaramente scalza e indossa una gonna rossa ben più ordinaria dell'altra: più corta e trattenuta alla vita da una rozza corda, una specie di cilicio o cingolo francescano.
La blusa (o camicia) bianca appare più povera ed è nettamente abbassata a scoprire le spalle e la schiena. Che questo non sia un vezzo lo spiega il flagello deposto sul tavolino.
Oltre al flagello penitenziale, ora sono appoggiati sul ripiano una semplice croce e, dietro, due ponderosi volumi delle sacre scritture.

La luce è data ora un lume ad olio, più semplice e povero del massiccio candelabro del quadro newyorkese. All'interno del vetro lo stoppino tende a galleggiare e si riflettono, distorte, le pagine di un volume.

### Maddalenadel Lacma

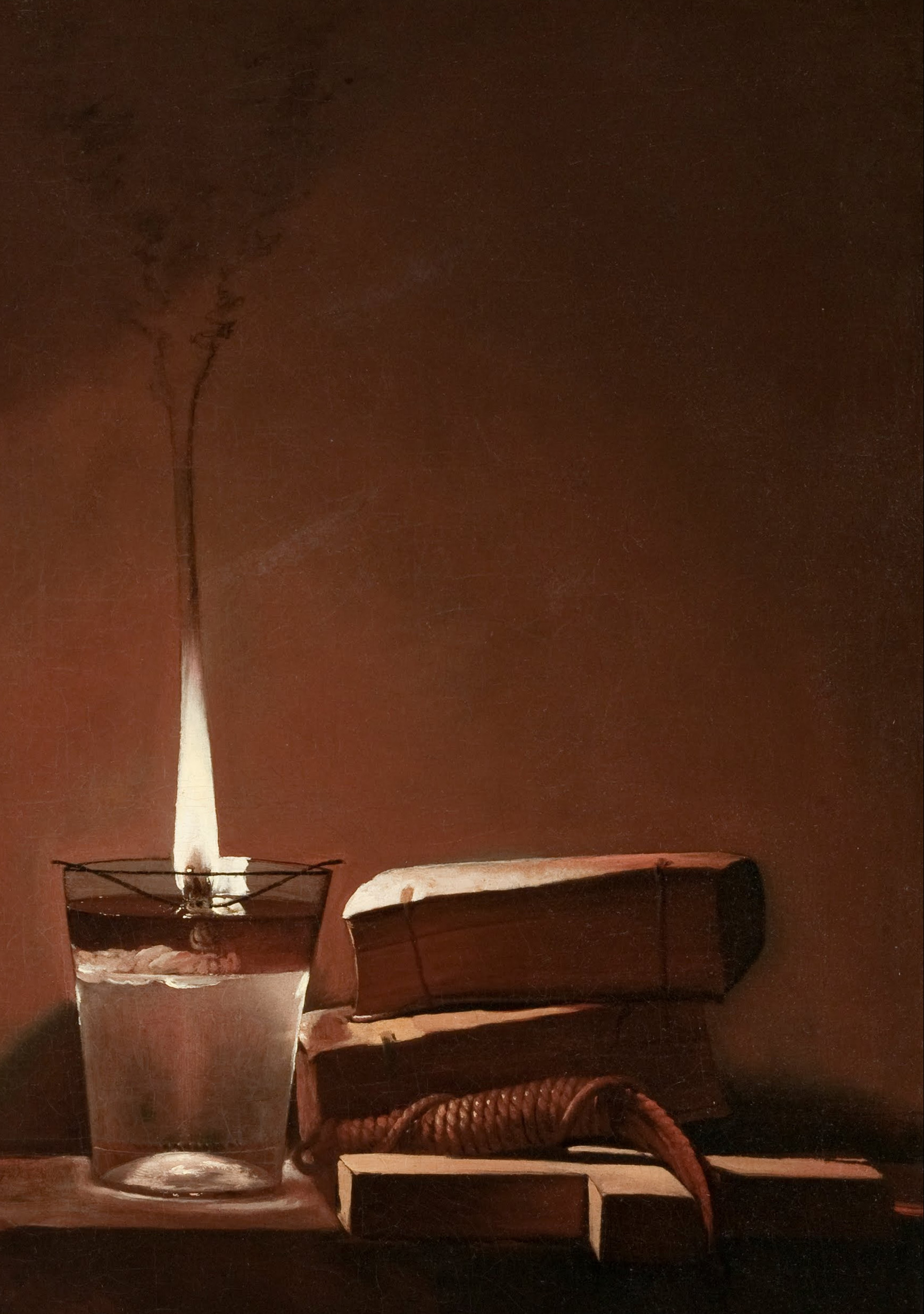
Dettaglio della Maddalena con la fiamma fumante

Il dipinto del museo di Los Angeles fu l'ultimo ad essere scoperto ed attribuito dalla critica nel 1981. Venne alla luce infatti come un'opera di un Le Nain nel 1943 e nel 1977 entrò in possesso del Los Angeles County Museum of Art.
Oltre al titolo regolare di Maddalena penitente il museo ha voluto sottolineare uno dei dettagli di più facile evidenza definendolo Maddalena con la fiamma fumante.
A tutti gli effetti il dipinto riprende il senso di quello del Louvre a cui molto somiglia sia nella composizione sia nei dettagli, pur con minime variazioni negli orientamenti.
E precisamente al filo di fumo che si diparte dalla fiammella della lampada, e poco dopo inizia a disperdersi, che si è voluto riferire il nome convenzionale del quadro. Ma altri piccoli dettagli lo differenziano. L'olio della lampada appare leggermente intorbidito, nell'opalescenza si disperdono i riflessi interni al bicchiere, rimane solo la lucentezza del fondo; allo stoppino è aggiunta un'asticella che lo trattiene sopra il liquido.
Gli altri oggetti sul tavolo invece appaiono disposti più disordinatamente: la croce, ruotata di 90 gradi, finisce infilata col braccio più lungo sotto la piccola pila dei libri costringendoli ad una sghemba posizione. 
Risulta particolare la variazione del volto della giovane: i lineamenti appaiono decisamente diversi non solo dalla corrispondente Maddalena parigina ma da tutte le altre, che sembrano infatti essere basati su appunti costruiti osservando la medesima usuale modella. Qui il profilo del viso è differente e più infantile, l'occhio sembra più spalancato, sgranato.

### Maddalenadella National Gallery

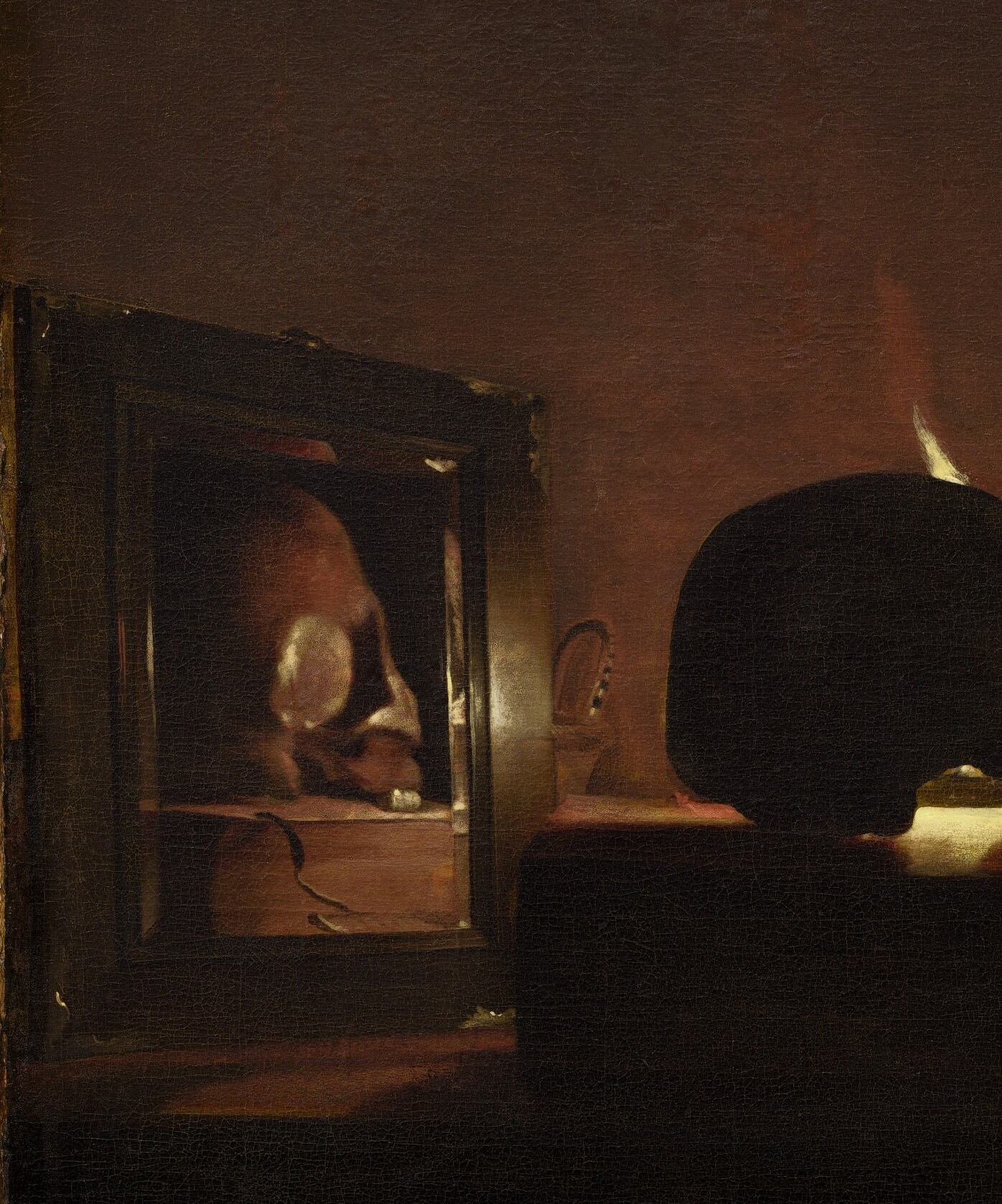
Dettaglio dela Maddalena Fabious

La Maddalena penitente di Washington fu il primo quadro sul tema ad essere assegnato a Georges de La Tour nel 1936, fu acquistato dalla National Gallery of Art nel 1974.
Il dipinto catalogato dal museo come Maddalena pentita è noto nella letteratura artistica anche col titolo di Maddalena Fabious, dal nome del l'ultimo proprietario privato noto, e all'inizio era anche detto Maddalena allo specchio.
Le sostanziali differenze rispetto alle tre altre composizioni più simili tra loro ci forzano ad una maggiore attenzione sull'esemplare di Washington.
È il dipinto della piccola serie di La Tour maggiormente immerso nell'oscurità: nella parte inferiore, sotto il tavolo, solo una timida penombra evidenzia il volume della scena. Un dettaglio peraltro ignorato dai copisti che ne riprodussero solo, in orizzontale, la parte superiore.
Il cromatismo della tavolozza è ridotto al minimo, soltanto una luce dorata risplende sulla bianca manica per attenuarsi nel profilo del volto, reclinato sulla mano, e nello specchio di fronte. Minimi sono anche gli oggetti rappresentati e minimalista la loro rappresentazione. 
Solo una piccola agitata punta della fiamma che illumina la scena è visibile, e non ci è dato sapere cosa la generi. Ancora un teschio sopra un libro restano oggetti appena riconoscibili nel controluce assieme alla mano che li accarezza. Lo specchio, che ricompare, è ora più sobriamente incorniciato da lisci listelli di legno ornati solo da ridotti angolari metallici. L'immagine riflessa non è l'oggetto dello sguardo di Maddalena, ancora perso nel vuoto, né può esserlo, a lei basta il leggero tocco sul teschio per definire l'oggetto della sua a meditazione sulla vanità delle cose. Quello che possiamo vedere noi nello specchio è invece un limitato scorcio del teschio ed il bordo delle pagine con il loro nastrino segnalibro.